# Rijksbeschermd gezicht Velsen
Gezicht Velsen is een van rijkswege beschermd dorpsgezicht in Velsen-Zuid in de Nederlandse provincie Noord-Holland. De procedure voor aanwijzing werd gestart op 14 maart 1969. Het gebied werd op 24 juli 1970 definitief aangewezen. Het beschermd gezicht beslaat een oppervlakte van 3,3 hectare.
Panden die binnen een beschermd gezicht vallen krijgen niet automatisch de status van beschermd monument. Wel zal de gemeente het bestemmingsplan aanpassen om nieuwe ontwikkelingen in het gebied te reguleren. De gezichtsbescherming richt zich op de stedenbouwkundige en cultuurhistorische waardering van een gebied en wil het toekomstig functioneren daarvan veiligstellen.